# Neïla Latrous
Neïla Latrous, née le 18 juin 1986 à Lille, est une journaliste politique franco-algérienne exerçant dans plusieurs médias, notamment sur France Info et BFM TV. Depuis juillet 2023, elle est cheffe du service politique de BFM TV.

## Biographie

### Enfance et études
Ses parents déménagent en Tunisie quand elle a cinq ans. Elle y obtient son baccalauréat en 2004, avant de revenir à Lille pour deux ans de classe préparatoire. Elle est diplômée de Grenoble École de management en 2010.

### Débuts dans les médias
Sa carrière démarre en 2008 chez TF1-LCI où, notamment, elle présente une chronique sur les livres politiques. Elle rejoint le groupe Canal+, en 2012, travaillant en particulier sur l'émission Le Grand 8 présentée par Laurence Ferrari. Elle collabore avec Le Lab d'Europe 1 et écrit régulièrement dans Atlantico[source insuffisante] et Le Huffington Post[source insuffisante].
En 2013, Neïla Latrous s'installe en Algérie pour couvrir l'élection présidentielle qui s'y tient l'année suivante. Elle est la correspondante de TF1, LCI, BFM TV, L'Opinion et Metronews. Elle intervient aussi depuis la Tunisie pour LCI et L'Opinion.
De retour en France, elle est journaliste politique sur le terrain, et s'intéresse à la droite française et plus précisément l'UMP.
Pour BFM TV, elle suit le FN, puis le PS et LFI.

### Journaliste à Jeune Afrique, France Info et BFM TV
En avril 2018, à la surprise générale, elle annonce sa démission de BFM TV pour rejoindre Jeune Afrique.
À partir de la rentrée 2019, elle présente Les Informés week-end sur France Info. 
En août 2020, elle rejoint le service politique de France Info. Elle assure le Brief politique, une chronique de la matinale. De 2020 à 2023, elle co-anime avec Lorrain Sénéchal la matinale du week-end.
En juin 2023, elle quitte France Info pour prendre la tête du service politique de BFM TV, en remplacement de Philippe Corbé.
En juillet 2025, la nouvelle direction de BFM TV décide de la remplacer à ce poste en nommant Marie Chantrait en provenance de LCI pour renouveler et renforcer son service politique. Neïla Latrous reste au sein de la chaine,,.

## Auteure
Encore étudiante en 2005, elle entame une enquête sur l'UMP. Ses travaux l'amèneront à coécrire un livre avec le journaliste politique Jean-Baptiste Marteau : UMP, un univers impitoyable,, paru en 2012 chez Flammarion. Suivra, en 2013, Neïla Latrous et Jean-Baptiste Marteau publient Bal tragique à l'UMP,,, récit des coulisses de la guerre entre Jean-François Copé et François Fillon durant le congrès de l'UMP.
Le 18 janvier 2018 paraît chez Plon son troisième essai, coécrit avec Jean-Baptiste Marteau. Le Tsunami revient sur la recomposition politique engagée à l'occasion de la dernière élection présidentielle. Les deux journalistes révèlent notamment des coulisses inédites de la campagne.

## Controverse
En 2017, Le Canard enchaîné affirme que, le dimanche 23 avril, Neïla Latrous s'est « trémoussée » à côté de plusieurs cadres du FN pour fêter la qualification au second tour de Marine Le Pen. « Cette consœur de BFM TV est au fil du temps, devenu une copine », aurait estimé l'un d'eux. Elle s’en défend au chapitre 22 de son livre Le Tsunami. La journaliste raconte s'être effectivement rapprochée de Bruno Bilde, conseiller de Marine Le Pen, au moment où celui-ci « se déchaîne sur la piste de danse. » « Il fuit. Insaisissable » décrit-elle, avant de relater un échange qui s’ensuit avec Bruno Bilde. « Mais elle ne danse pas, écrit-elle à son propre sujet. Peu importe, des confrères mal intentionnés ont déjà commencé à le répéter partout pour la discréditer. »[réf. nécessaire]

## Publications
- UMP, un univers impitoyable, Flammarion, 2012 (coécrit avec Jean-Baptiste Marteau) [17],[18].
- Bal tragique à l'UMP, Flammarion, 2013 (coécrit avec Jean-Baptiste Marteau) [19],[20].
- Le Tsunami, Chronique secrète d'une année politique pas comme les autres, Plon, 2018 (coécrit avec Jean-Baptiste Marteau)[21]